# Žalec
Žalec (em alemão:  Sachsenfeld) é um município da Eslovênia. A sede do município fica na localidade de mesmo nome.
O município de Žalec está localizado a mais de 60 quilômetros da capital eslovena, Liubliana.
Žalec é uma pequena vila rodeada de campos de lúpulo, planta usada na produção de cerveja.

## Fonte de cerveja
O município de Žalec tem uma fonte de cerveja como tentativa de atrair turistas para a região. O projeto foi discutido pela primeira vez em 2013 e foi aprovado em fevereiro de 2016 por dois terços dos representantes municipais.
Os visitantes encontram uma grande variedade de cervejas eslovenas. A prova de seis tipos de cerveja de 300 mL, em canecas celebrativas personalizadas pelo designer Oskar Kogoj, custa seis euros.
A construção da fonte custou 350 mil euros.
Essa é a primeira fonte de cerveja da Europa a matar a sede ao público.